# Agarhout

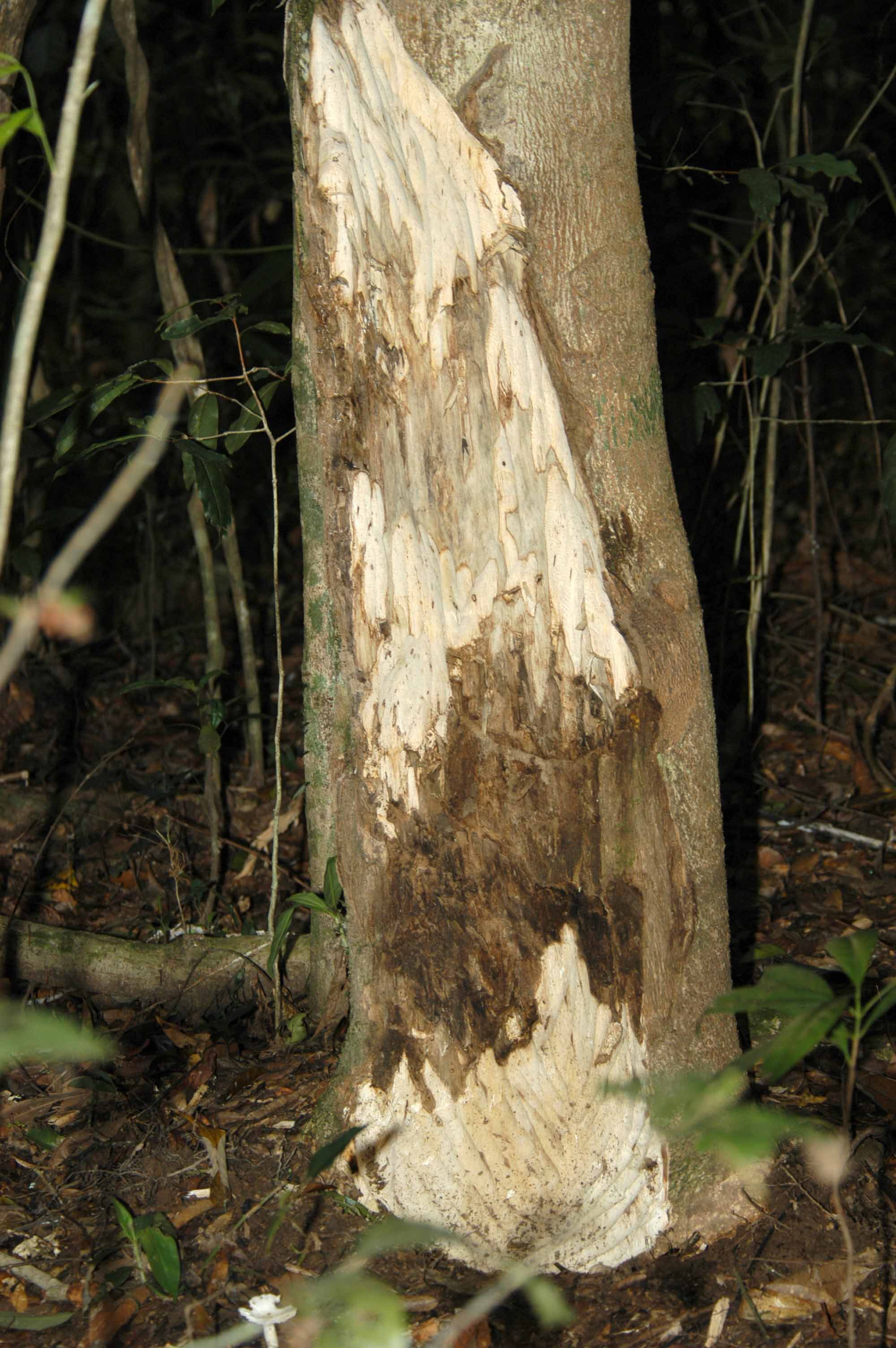
Aquilaria-boom met agarhout (donker). De stam wordt in contact met de lucht gebracht zodat de boom geïnfecteerd raakt door een schimmel uit de groep (stam) van Ascomyceten.

Agarhout is een donker harsachtig hout dat Aquilaria en verwante bomen (grote groenblijvende bomen uit Zuidoost-Azië) vormen wanneer zij besmet worden met een schimmelstam van de Ascomyceten. Vóór infectie is het kernhout betrekkelijk lichtgekleurd; als de infectie vordert vormt de boom als antwoord op de aanval een donkere hars, ingebed in het kernhout. Het met hars ingebedde hout wordt in vele culturen gewaardeerd om zijn unieke geur en gebruikt voor wierook en parfums. De typische geur van agarhout kan direct getest worden door een vlammetje tegen een stuk hout te houden. Agarhout is duur omdat het zeldzaam is.

## Geschiedenis
De unieke geur van agarhout is complex en aangenaam, met weinig of geen natuurlijke analoga. Daardoor heeft agarhout en zijn etherische olie wereldwijd een grote culturele en religieuze betekenis gekregen. Het wordt vermeld in de oudste geschreven teksten – de Sanskrit Veda's van India. Het geurige hout wordt al meer dan tweeduizend jaar gebruikt als wierook bij traditionele heilige vieringen door boeddhisten, hindoes en moslims en als een belangrijk onderdeel van traditionele Ayurvedische, Tibetaanse en oosterse geneeskunde en parfums. Ook in de bijbelse boeken Numeri en Psalmen wordt agarhout beschreven en het gebruik daarvan in parfums. In de derde eeuw na Christus in China vermeldt de kroniek Nan zhou yi wu zhi (vreemde dingen uit het zuiden), geschreven door Wa Zhen uit de Oostelijke Wu-dynastie, dat agarhout geproduceerd wordt in de prefectuur Rinan (nu in centraal Vietnam) en hoe men het verzamelde in de bergen. Vanaf 1580, toen Nguyễn Hoàng heerser werd over de centrale provincies van modern Vietnam, moedigde hij handel aan met andere landen, in het bijzonder China en Japan. Agarhout werd geëxporteerd in drie variëteiten: Calambac (kỳ nam in het Vietnamees), trầm hương (iets harder en minder zeldzaam) en eigenlijk agarhout.

## Economisch nut en bedreiging
De harsproducerende Aquilaria- en Gyrinops-soorten zijn zeer gewild in de parfumindustrie en maken de bomen tot de duurste ter wereld. Naar schatting wordt de wereldbehoefte slechts voor 40% gedekt door export, waardoor een liter agarolie in 2007 wel 10.000-14.000 USD op kon brengen en sommige opkopers er wel tien keer zoveel voor over hadden. Betrouwbare handelscijfers zijn schaars.
Sinds 1995 wordt de Aquilaria malaccensis, de voornaamste bron, vermeld in de lijst van bedreigde soorten door de Conventie op Internationale Handel in Bedreigde Soorten (CITES). Indonesië en Maleisië mogen van CITES in 2013 921 ton exporteren. De CITES-exportdatabase bevat reële exportcijfers tot slechts 50 ton. Intussen staan de natuurlijke vindplaatsen onder zware productiedruk, terwijl reguliere bosaanplant van deze soorten nog niet de natuurlijke productie kan vervangen. Wel wordt in alle belangrijke Aziatische landen - Indonesië, Maleisië, Thailand, Vietnam, Laos, Bangladesh, Pakistan, Cambodja, China, Myanmar - geëxperimenteerd met kleinschalige duurzame productie en ook is bosbouwproductie op gang gekomen in Thailand. Er is nog weinig bekend over de samenstelling van de harsen, welke schimmels, bacteriën of insecten betrokken zijn en hoe het mechanisme van houtinfectie en harsproductie precies werkt.
In 2004 werden alle te beschermen Aquilaria- en Gyrinopssoorten genoemd; een aantal landen hebben echter bijzondere bepalingen aangaande in deze lijst genoemde soorten. Naast de algemeen bekende Aquilaria worden ook de verwante soorten Gyrinops, Gonystylus, Aëtoxylon, Enkleia, Wikstroemia en Phaleria uit de familie Thymelaceae genoemd als agarhoutproducent. De laatste vier genera worden niet vermeld in de rode lijst van 2012. Mogelijk worden Wikstroemia en Phaleria ten onrechte genoemd als agarhoutproducent. Een hoofdreden voor de zeldzaamheid van agarhout is de bedreiging van de wilde bron door lokale en steeds meer externe verzamelaars, die met de bewerking en oogst een goed inkomen kunnen verdienen. Veel wildkap van bomen in de natuur vindt plaats door houthakkers die niet weten of een boom al dan niet hars bevat of hars kan produceren. 

## Aquilaria soorten die Agarhout produceren
De volgende soorten Aquilaria produceren Agarhout:
| - Aquilaria khasiana, in India - Aquilaria apiculina, in de Filipijnen - Aquilaria acuminata, in Papoea-Nieuw-Guinea en de Filipijnen - Aquilaria baillonil, in Thailand en Cambodja - Aquilaria baneonsis, aangetroffen in Vietnam - Aquilaria beccariana, in Indonesië - Aquilaria brachyantha, in Maleisië - Aquilaria crassna Cambodja, Maleisië, Thailand en Vietnam - Aquilaria cumingiana, in Indonesië en Maleisië | - Aquilaria filaria, in Nieuw-Guinea, de Molukken, en Mindanao (Filipijnen) - Aquilaria grandiflora, in China - Aquilaria hirta, in Thailand, Indonesië en Maleisië - Aquilaria malaccensis, in Maleisië, Thailand en India - Aquilaria microcapa, in Indonesië and Maleisië - Aquilaria rostrata, in Maleisië - Aquilaria sinensis, in China - Aquilaria subintegra, in Thailand |